# جسپر (تگزاس)
جسپر، تگزاس(به انگلیسی: Jasper, Texas) شهری در ایالت تگزاس از ایالات جنوبی ایالات متحده آمریکا است. در سرشماری سال ۲۰۰۰، جمعیت این شهر ۸۲۴۷ نفر اعلام شد.